# Stiletto (DJ Korsakoff)
Stiletto è un album di DJ Korsakoff, pubblicato il 7 dicembre 2012 dall'etichetta discografica Cloud 9.
Il disco contiene venti brani, di cui un dj set contenente gli altri diciannove.

## Tracce
CD (Cloud 9 CLDM2012144 / EAN 8718521007706)
1. Stiletto – 4:52
2. No More Goodbye – 5:24
3. Come To Me – 5:29
4. Blind – 5:47
5. Boozed (Edit) – 3:36
6. Unconquered (feat. Re-Style) – 5:23
7. Pink Noise (State of Emergency Remix) – 4:12
8. The Revelation – 4:47
9. Amber – 4:39
10. Global (feat. MC Tha Watcher) (Edit) – 2:48
11. The torment of triton (Official Masters of Hardcore Anthem) – 5:13
12. Hymn Of Syndicate (feat. Outblast) (Official Syndicate Anthem) – 5:14
13. Keeps The Vibes Alive (Korsakoff Remix) – 4:42 (Re-Style)
14. No more noctophobia (Outblast remix) – 4:03
15. Eternity - you will never be forgotten (feat. Outblast) – 4:36
16. Center Of Mass – 5:08
17. Unrivalled (Re-Style Remix Edit) – 3:31
18. Rattlebrain (Korsakoff Remix) – 4:42 (Razzle Dazzle Trax)
19. Section Break – 4:52
20. Stiletto (Full Continuous Dj Mix) – 71:31